# James Fitzmaurice-Kelly
James Fitzmaurice-Kelly (* 20. Juni 1858 in Glasgow; † 30. November 1923 in Sydenham, Outer London) war ein britischer Romanist und Hispanist.

## Leben und Werk
James Kelly, der seinem Namen später den Namen seiner Mutter hinzufügte und sich James Fitzmaurice-Kelly nannte, lernte bereits als Kind Spanisch. Er besuchte das katholische St Charles’s College in Kensington und wandte sich dem literarischen Journalismus zu. 1885 ging er als Hauslehrer nach Jerez de la Frontera und von da nach Madrid, um in Literatenkreisen zu verkehren, u. a. war er befreundet mit Juan Valera und Gaspar Núñez de Arce.
1886 ging er zurück nach England und publizierte bedeutende Bücher zur spanischen Literaturgeschichte, die ihm schließlich hispanistische Lehraufträge und Lehrstühle einbrachten, 1908 als Lecturer an der Universität Cambridge, von 1909 bis 1916 auf dem eigens für ihn geschaffenen Gilmour-Lehrstuhl an der Universität Liverpool und von 1916 bis zu seiner Emeritierung 1920 auf dem für ihn eingerichteten Cervantes-Lehrstuhl der Universität London. 
Fitzmaurice-Kelly war korrespondierendes Mitglied der Real Academia Española (1895), der Real Academia Historica (1912) und der Acadèmia de Bones Lletres de Barcelona (1914). 1906 wurde er zum Mitglied der British Academy gewählt. Er war Komtur des Ordens de Alfonso XII. (1905).

## Werke (Auswahl)
- The life of Miguel de Cervantes Saavedra. A biographical literary, and historical study, with a tentative bibliography from 1585 to 1892, and an annotated appendix on the Canto de Calíope, London 1892, Buenos Aires 1944, Whitefish 2005 (spanisch: London 1917)
- A history of Spanish Literature, London 1898 
  - spanisch: Historia de la literatura española, desde los orígenes hasta el año 1900, Madrid 1901, mit Einleitung durch Marcelino Menéndez y Pelayo, 4. Aufl. 1926
  - französisch:  Littérature espagnole, Paris 1904, 1913, 1921 (Histoires des Littératures)
  - deutsch: Geschichte der spanischen Literatur, hrsg. von Adalbert Hämel, Heidelberg 1925
  - A New history of Spanish literature, Oxford 1926, New York 1968 (französisch:  Histoire de la litérature espagnole, Paris 1928, 1939)
- Lope de Vega and the Spanish drama, Glasgow 1902  (Taylorian Lecture an der Universität Oxford)
- (Hrsg.) Cervantes, Galatea, Glasgow 1903
- Chapters on Spanish literature, London 1908 (spanisch:  Lecciones de literatura española, Madrid 1910 mit Vorwort durch Rufino José Cuervo; tschechisch: Prag 1912)
- The Nun Ensign, Translated from the Spanish with an Introduction and Notes by James Fritzmaurice-Kelly also La Monja Alférez - A Play in the Original Spanish by Juan Perez de Montalban, London: Fisher T. Unwin, 1908.
- Bibliographie de l'histoire de la littérature espagnole, Paris 1913
- (Hrsg.) The Oxford Book of Spanish verse XIIIth century-XXth century, Oxford 1913, 1929, 1953
- (Hrsg.) Cambridge readings in Spanish literature, Cambridge 1920
- Fray Luis de Leon. A biographical fragment, Oxford 1921
- Spanish literature. A primer, Oxford 1922
- Spanish bibliography, Oxford 1925